# كلية الطب البيطري (جامعة أسوان)
كلية الطب البيطري جامعة أسوان أُنشئت بقرار من مجلس الوزراء عام 2013 رقم 52 وبدأت الدراسة بها في العام الجامعى 2013/2012.

## أقسام الكلية
- قسم التشريح و الأجنة
- قسم الهستولوجيا
- قسم الكيمياء الحيوية
- قسم الفسيولوجيا
- قسم الأدوية
- قسم الباثولوجيا الأكلينيكية
- قسم الميكروبيولوجيا
- قسم الطفيليات
- قسم الرقابة الصحية علـى الاغذية
- قسم طب الحيوان
- قسم أمراض الدواجن
- قسم أمراض الاسماك
- قسم التغذية
- قسم الجراحة
- قسم صحة الحيوان
- قسم الولادة و التناسلات
- قسم الأمراض المشتركة
- قسم الطب الشرعى و السمـوم
- قسم سلوكيات الحيوان

## الدرجات العلمية
- درجة البكالوريوس في العلوم الطبية البيطرية
- درجة الدراسات العليا
- درجة الدبلوم و الماجستير و الدكتوراة في العلوم الطبية البيطرية

## مستشفي جامعة أسوان البيطري
مستشفي الطب البيطري بجامعة أسوان تتكون من 4 قطاعات، القطاع الأول مكون من مدرجين للدراسة ومكاتب لأعضاء هيئة التدريس، فيما يضم القطاع الثاني معامل تحليل إكلينكية ويشمل 6 أقسام وهي كالتالي (الباطنة -الجراحة -والأمراض المعدية -أمراض الدواجن -الولادة -التلقيح الصناعي) والقطاع الثالث عيادات الكشف والتشخيص وأخيرا يضم القطاع الرابع غرف عمليات جراحية وعمليات الكشف المبكر عن الأمراض الخبيثة التي تدمر الثروة الحيوانية.